# Szczecinska filharmonija
Szczecinska filharmonija, uradno Filharmonija Mieczysław Karłowicz ( poljsko Filharmonia im. Mieczysława Karłowicza, Mieczysława Karłowicza), ustanovljena leta 1948, je filharmonija mesta Szczecin na Poljskem. Leta 2015 je nova stavba filharmonije prejela nagrado Evropske unije za sodobno arhitekturo.

## Zgodovina
Prvi koncert pod vodstvom Felicjana Lasote je potekal 25. oktobra 1948. Leta 1958 je Filharmonija dobila ime po priznanem poljskem klasičnem skladatelju in dirigentu Mieczysławu Karłowiczu (1876-1909). Do leta 2014 je bila v reprezentativnih prostorih občinskega urada na Trgu Armii Krajowej. Od 14. septembra 2014 je nov sedež Filharmonije stavba na Malopolski ulici 48, ki jo je zasnoval Studio Barozzi Veiga iz Barcelone.
Glasbeno prizorišče obsega površino 13.000 kvadratnih metrov in vsebuje glavno koncertno dvorano s 1000 sedeži za obiskovalce koncertov ter manjšo dvorano za 200 gledalcev in številne konferenčne dvorane. Značilna ledu podobna oblika filharmonije in njena prosojna rebrasta steklena fasada, ki daje stavbi ponoči bel sijaj, je postala nova ikona mesta in prejela številne arhitekturne nagrade, kot je prva nagrada v prestižni natečaj Eurobuild Awards 2014 v kategoriji Arhitekturna zasnova leta. Leta 2014 je ugledni poljski skladatelj Krzysztof Penderecki posebej sestavil fanfare za uradno otvoritveno slovesnost nove stavbe.

## Direktorji
- Dorota Serwa (2012–danes)
- Andrzej Oryl (2006-2012)
- Jadwiga Igiel-Sak (1994-2006)
- Jarosław Lipke (1990-1994)
- Stefan Marczyk (1971-1990)
- Józef Wiłkomirski (1955-1971)
- Janusz Cegiełła (1953-1955)

## Galerija
- Szczecinska filharmonija, pogled s trga Solidarności
- Szczecinska filharmonija, pogled s trga Solidarności
- Nova stavba, Małopolska ulica 48, stranski pogled s trga Hołd Pruski
- Vhod v staro stavbo Szczecinske filharmonije, trg Armii Krajowej
- Notranjost nove stavbe
- Glavna dvorana Szczecinske filharmonije
- Notranjost Szczecinske filharmonije